# Paul Vuillot
Paul Émile Auguste Vuillot (París, 24 de noviembre de 1868 - Malesherbes, 28 de julio de 1916) fue un geógrafo, cartógrafo, explorador y naturalista francés.

## Biografía

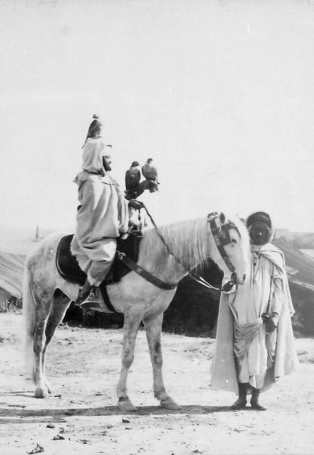
Fotografía tomada por Paul Vuillot (1890-1892)

Fue hijo de Elisa Guinier y del capitán François Vuillot, y nieto de Thomas Guinier, fabricante de aparatos sanitarios, al que sucedió al frente del negocio familiar. Vuillot ocupó su tiempo libre con la entomología y la cartografía. Fue miembro de la Sociedad de Geografía de París y de la Sociedad Geográfica Comercial, y es autor de numerosos mapas y cientos de fotografías del Norte de África, así como de relatos de expediciones y diarios de viaje.
En 1888, hizo un viaje al extremo sur de Argelia, más allá de los oasis de Ouargla y Tuggurt. El objetivo de esta expedición era la exploración de los lagos salados o chott para evaluar la posibilidad de establecer un mar sahariano. Saliendo de la ciudad de Biskra, cruzó el Zab ech Chergui, Negrine y llegó a Tozeur. Viajó a lo largo de la orilla norte del Chott el Djerid y la orilla sur del Shatt el-Gharsa, pasó por el Chott Melghir y regresó a Biskra. Durante este viaje, trazó un mapa general de los chott, estableció con precisión su nivel y elaboró un mapa del oasis de Biskra.
En París, y luego en Malesherbes, donde la familia se retiró tras la trágica pérdida de su hijo mayor, Vuillot siguió dedicándose a los estudios africanos. Fue cofundador del Comité de l'Afrique française junto con Auguste Terrier. Publicó en 1896 un mapa completo de la región de Tombuctú y sus lagos y elaboró una serie de mapas desde el Sahara hasta el Congo Francés y del valle medio del río Níger. 
En 1890, fue elegido miembro vitalicio de la Sociedad Entomológica de Francia. 
Escribió dos libros sobre la historia de la penetración francesa en el Sáhara: Des Zibans au Djerid par les chotts algériens (1893) y L'exploration du Sahara (1895). 
En 1910, emprendió un viaje a Guinea Francesa con el fin de desarrollar las concesiones familiares de manglares que poseía con sus primos Bluzet de Dôle. Vuillot frecuentó las élites coloniales e indígenas de Sudán, Dakar y Conakry, en busca de almacenes y de la organización de cabotaje rentable.
Debido al reumatismo y la casi ceguera adquiridos durante sus viajes africanos, se retiró de la vida profesional. Fue elegido concejal de Malesherbes y luego, en 1912, alcalde. Procuró mejorar el servicio de aguas, modernizar los mataderos municipales y resolver el problema de los pasos a nivel con el tráfico ferroviario. 
Murió accidentalmente decapitado por un tren durante una inspección de los convoyes de suministros del ejército francés, en la estación de la ciudad de Loiret, en julio de 1916.